# ۱۸۰۳
۱۸۰۳ (میلادی) هزار و هشتصد  و سومین سال تقویم میلادی است.

## زادگان
- ۱۲ مه – یوستوس فون لیبیش، شیمی‌دان آلمانی (د. ۱۸۷۳)
- ۲۹ نوامبر – کریستیان دوپلر، ریاضی‌دان و فیزیک‌دان اتریشی (د. ۱۸۵۳)
- ۵ دسامبر – فیودور تیوتچف، نویسنده، شاعر، و دیپلمات روسی (د. ۱۸۷۳)
- ۲۴ ژوئیه – آدلف آدام، طراح رقص، موسیقی‌دان، و آهنگساز فرانسوی (د. ۱۸۵۶)
- ۴ سپتامبر – سارا پولک، سیاست‌مدار آمریکایی (د. ۱۸۹۱)

## درگذشتگان
- ۲ اکتبر – ساموئل آدامز، سیاست‌مدار آمریکایی (ز. ۱۷۲۲)
- ۹ فوریه – ژان-فرانسوا دو سن‌لامبر، سرباز، نویسنده، شاعر، و فیلسوف فرانسوی (ز. ۱۷۱۶)